# Hiob Anzerski
Hiob Anzerski, imię świeckie: Joann (ur. 1635 w Moskwie, zm. 6 marca 1720 na wyspie Anzer) – święty mnich prawosławny.

## Życiorys
Święcenia kapłańskie przyjął jako biały duchowny-celibatariusz, posługę kapłańską wypełniał w jednej z parafii w Moskwie. Żył samotnie, organizując swoje życie w podobny sposób, jak współcześni mu mnisi. Zajmował się również pomocą najuboższym. Informacja o świątobliwym księdzu dotarła do cara Piotra I, który uczynił go spowiednikiem swoim i całej rodziny carskiej. Jako osobisty kapłan cara Joann jeszcze bardziej zaangażował się w pomoc ubogim. Z czasem jednak zmienił postępowanie, rezygnując z działalności społecznej na rzecz wielogodzinnych rozmyślań duchowych. Z domu wychodził tylko wtedy, gdy miał odsłużyć Świętą Liturgię.
W 1701 na skutek fałszywego donosu Piotr I oddalił kapłana z dworu i zmusił go do wstąpienia do Monasteru Sołowieckiego. Joann otrzymał imię mnisze Hiob. Rok później car, przekonawszy się o jego uczciwości, pragnął jego powrotu na dwór. Zakonnik jednak odmówił, a dla pogłębienia uprawianej ascezy przeniósł się do podległego klasztorowi skitu Trójcy Świętej na wyspie Anzer. Jego twórcą był późniejszy święty prawosławny mnich Eleazar Anzerski. Po jego śmierci mnich Hiob został nowym przełożonym skitu. W 1710 złożył śluby wielkiej schimy z imieniem Jezus. Wkrótce po tym miał mieć widzenie św. Eleazara Anzerskiego i Matki Bożej, którzy nakazali mu organizację jeszcze jednej wspólnoty na wyspie Anzer. Starzec Jezus miał założyć skit Ukrzyżowania Chrystusa. Tak też uczynił razem z dwoma uczniami duchowymi: schimnichem Mateuszem i mnichem Makariuszem. W 1715 w skicie powstała drewniana cerkiew pod tym samym wezwaniem, co cała wspólnota. Schimnich Jezus stanął na jej czele, jednak mimo tego stale zajmował się pracą fizyczną.
Jeszcze kilkakrotnie zakonnik miał mieć objawienia Matki Bożej. Przepowiedział również dzień swojej śmierci. Zmarł 6 marca 1720. 